# Eight Is Enough
Eight Is Enough (traducido en España como Con ocho basta y en Hispanoamérica como Ocho son suficientes) es una serie de televisión estadounidense, emitida por la cadena ABC entre el 15 de marzo de 1977 y el 29 de agosto de 1981. La serie se basa en la vida real del periodista Tom Braden, padre de ocho niños, que escribió un libro con el mismo título. Fue una de las pocas series de una hora de duración que utilizaba la técnica de risas grabadas.

## Argumento
La serie se centra en torno a la familia Bradford, que vive en Sacramento (California) con ocho hijos (de mayor a menor: David, Mary, Joanie, Susan, Nancy, Elizabeth, Tommy y Nicholas). El padre Tom Bradford (Dick Van Patten) es columnista del periódico Sacramento Register. Su esposa Joan (Diana Hyland) se dedica al cuidado de los hijos. Hyland estuvo presente solamente en cuatro episodios antes de caer enferma. Murió 12 días después de la emisión del primer episodio, y la segunda temporada comenzó en el otoño de 1977 con la revelación de que Tom había enviudado.
Tom se enamora entonces de Sandra Sue "Abby" Abbott (interpretada por Betty Buckley), una maestra que vino a la casa como profesora particular de uno de sus hijos. Se casaron en un episodio especial en noviembre de 1977. 
En septiembre de 1979, dos de los hijos (David y Susan) también contraen matrimonio en una doble ceremonia.

## Curiosidades
Tras finalizar la quinta temporada, los costes de producción y los menores índices de audiencia provocaron la cancelación de la serie. 
En 1987 y 1989 se rodaron sendas películas para televisión en las que se reunía de nuevo al reparto, titulados An Eight Is Enough Reunion y An Eight Is Enough Wedding, respectivamente.
La serie supuso un salto cualitativo en la carrera de algunos de los "ocho" hijos. Grant Goodeve - que sustituyó al actor inicialmente seleccionado, Mark Hamill, que solo grabó el primer episodio y se incorporó al reparto de La guerra de las galaxias -, Willie Aames y Ralph Macchio - que interpretó al primo Jeremy en la última temporada - se convirtieron en ídolos para adolescentes.

## Reparto
La supuesta edad de los hijos al inicio de la primera temporada aparece entre paréntesis en cada uno de ellos. A continuación la edad real del intérprete en el primer episodio.
- Dick Van Patten (†) - Tom Bradford
- Diana Hyland (†) - Joan Wells Bradford (temporada 1)
- Betty Buckley - Sandra Sue "Abby" Abbott Bradford (temporadas 2-5)
- Mark Hamill - David Bradford (23); sólo participó en el primer episodio y fue sustituido por:
- Grant Goodeve - David Bradford (23, 24)
- Lani O'Grady (†) - Mary Bradford (21, 22)
- Laurie Walters - Joanie Bradford (20, 30)
- Susan Richardson - Susan Bradford Stockwell (19, 25)
- Dianne Kay - Nancy Bradford (18, 22)
- Connie Needham - Elizabeth Bradford (15, 17)
- Willie Aames - Tommy Bradford (14, 16)
- Adam Rich (†) - Nicholas Bradford (8, 8)
- Joan Prather - Janet McArthur Bradford (1977-1981)
- Brian Patrick Clarke - Merle "The Pearl" Stockwell (1979-1981)
- Jennifer Darling - Donna (1978-1981)
- Henderson Forsythe - Big Bud
- Janis Paige - Vivian "Auntie V" Bradford
- Michael Goodrow - Ernie Fields (1979-1981)
- James Karen - Eliot Randolph
- Ralph Macchio - Jeremy Andretti (1980-1981)
- Michael Thoma - Dr. Greg Maxwell (1977-1979)

## La serie en España
Con ocho basta se estrenó en España el 16 de febrero de 1979 y se emitió en la tarde de los viernes hasta 1981, con formidables índices de aceptación.

### Doblaje
- Martínez Blanco, José ... Tom Bradford
- Herranz, Mari Ángeles ...  Joan
- Rubio, María Luisa ...  Abby
- Jover, Eduardo ...  David
- Montijano, Carolina ... Mary
- Díaz, María Dolores ... Joannie
- Castro, Mari Pe ... Susan
- González, Ángela ... Nancy
- Torcal, Selica ... Elizabeth
- Arenas, Carmita ... Tommy
- Jara, Amelia ... Nicholas

- Esteban, Lucía ... Mary (sust.)
- Simón, Ana María ... Susan (sust.)
- Marco, Marisa ... Nancy (sust.)
- Alonso Naranjo Jr., Rafael ... Jeremy
- Carabias, José ... Ernie
- Gentil, Pilar ... Janet
- Cantolla, Héctor ... Elliot Randolph
- Sanchidrián, Julio ... Dr. Maxwell
- Cámara, Gloria ... Donna
- Santigosa, Pilar ... Elizabeth